# Parque Ecológico de la Ciudad de México
El Parque Ecológico de la Ciudad de México es un parque de la Ciudad de México ubicado en la zona del Ajusco en la delegación Tlalpan de la Ciudad de México. Cuenta con 700 hectáreas de áreas protegidas para la preservación de flora y fauna.

## Información
Desde 1989 fue designado como área protegida y actualmente se considera uno de los pulmones principales de la Ciudad de México. Esta zona también es propicia para la recolección de aguas pluviales. Se calcula que al año se recolectan 5 millones de metros cúbicos de agua pluvial en los suelos porosos del parque, los cuales pasan a ser parte de los mantos acuíferos del sur de la Ciudad de México. 
A pesar de ser designada como área protegida la expansión urbana ha puesto en riesgo la integridad del parque, afectando a la fauna (conejos, tlacuaches y gatos monteses) y flora que aquí se encuentran. Uno de los casos excepcionales es el de la palmita flora endémica de esta región y que de no ser protegida podría llegar a desaparecer en su totalidad. Por esto, se han intentado desarrollar varios programas de conservación ecológica y ambiental para promover el cuidado del parque. También se ha visto afectada por diversos asentamientos irregulares.